# Kwasi Kwarfo Adarkwa
 (juin 2024).
Le contenu est difficilement compréhensible vu les erreurs de traduction, qui sont peut-être dues à l'utilisation d'un logiciel de traduction automatique.
Kwasi Kwarfo Adarkwa est un ancien vice-chancelier de l'Université des sciences et technologies Kwame Nkrumah (KNUST) du Ghana. Il a été sélectionné en 2008 par le président du Ghana de l'époque, John Kufuor, pour un prix national dans le domaine universitaire,.

## Formation et éducation
Adarkwa a étudié dans l'école Mfantsipim ou il obtient son certificat d'études secondaires. Ensuite il a eu son diplôme universitaire à l'Université des sciences et technologies Kwame Nkrumah. Il fait partie des membres de l'Académie des arts et des sciences du Ghana, du Ghana Institute of Planners et du Chartered Institute of Logistics and TransporT .

## Carrière

### Vice-chancelier de la KNUST
Adarkwa a d'abord été vice-chancelier professionnel du KNUST avant  d’être vice-chancelier du KNUST du septembre 2006 au septembre 2010. Il a remplacé le   professeur Kwesi Andam . À cette époque, l’université était classée parmi les 100 premières universités d’ Afrique. KNUST a été classée en février 2010 la 20e meilleure université d'Afrique. Il a été remplacé par le professeur William Otoo Ellis.
Adarkwa est retourné au Département de Planification, KNUST pour faire une conférence à la fin de sa vice-chancellerie.
Ses points d'intérêts en matière de recherche portent sur l'urbanisation et la croissance des établissements humains, la planification et l'économie des transports ainsi que l'aménagement du territoire .